# MRRF
MRRF (англ. Mitochondrial ribosome recycling factor) – білок, який кодується однойменним геном, розташованим у людей на 9-й хромосомі. Довжина поліпептидного ланцюга білка становить 262 амінокислот, а молекулярна маса — 29 277.
| 10         |  | 20         |  | 30         |  | 40         |  | 50         |
| ---------- |  | ---------- |  | ---------- |  | ---------- |  | ---------- |
| MALGLKCFRM |  | VHPTFRNYLA |  | ASIRPVSEVT |  | LKTVHERQHG |  | HRQYMAYSAV |
| PVRHFATKKA |  | KAKGKGQSQT |  | RVNINAALVE |  | DIINLEEVNE |  | EMKSVIEALK |
| DNFNKTLNIR |  | TSPGSLDKIA |  | VVTADGKLAL |  | NQISQISMKS |  | PQLILVNMAS |
| FPECTAAAIK |  | AIRESGMNLN |  | PEVEGTLIRV |  | PIPQVTREHR |  | EMLVKLAKQN |
| TNKAKDSLRK |  | VRTNSMNKLK |  | KSKDTVSEDT |  | IRLIEKQISQ |  | MADDTVAELD |
| RHLAVKTKEL |  | LG         |  |            |  |            |  |            |

A: Аланін

C: Цистеїн

D: Аспарагінова кислота

E: Глутамінова кислота

F: Фенілаланін

G: Гліцин

H: Гістидин

I: Ізолейцин

K: Лізин

L: Лейцин

M: Метіонін

N: Аспарагін

P: Пролін

Q: Глутамін

R: Аргінін

S: Серин

T: Треонін

V: Валін

Задіяний у таких біологічних процесах, як біосинтез білків, альтернативний сплайсинг. 
Локалізований у мітохондрії.